# Ioan Bilțiu-Dăncuș
Ioan Bilțiu-Dăncuș (n. 13 martie 1892, Ieud, Maramureș, comitatul Maramureș, Regatul Ungariei – d. secolul al XX-lea) a fost delegat al Reuniunii învățătoriulor români din Maramureș  la Marea Adunare Națională de la Alba Iulia din 1 decembrie 1918.

## Biografie
A urmat Școala Normală de învățători din Sighet și cursurile fără frecvență ale Universității din Cluj. A fost învățător și  profesor de limba română si franceză la liceul Dragoș Vodă din Sighet.
A înființat prima gazetă românească din Maramureș, ziarul Sfatul din Sighet. A desfășurat o intensă activitate publicistică, colaborând la publicațiile locale Sfatul, Gazeta Maramureșeană, Maramureșul, Graiul Maramureșului, precum si la diverse publicații centrale.
În noiembrie 1918 a fost secretar al Consiliul Național Român al comitatului Maramureș. La 1 decembrie 1918  a reprezentat Reuniunea învățătorilor români din comitatul Maramureș.
În 1919 a fost luat prizonier de trupele maghiare pe linia demarcațională de la Săpânța, dar a fost salvat de armata română care între timp ocupase zona.